# Huỳnh Thánh Y
Huỳnh Thánh Y (sinh ngày 11 tháng 2 năm 1983) là nữ diễn viên và ca sĩ Trung Quốc.

## Tiểu sử
Huỳnh Thánh Y sinh ra trong gia một đình trí thức truyền thống ở Thượng Hải. Cha cô là giảng viên tại trường đại học Bách khoa Đệ nhị Thượng Hải (Shanghai Second Polytechnic University), mẹ cô là biên tập viên trong một tờ báo ở Thượng Hải. Huỳnh Thánh Y tốt nghiệp Học viện Điện ảnh Bắc Kinh năm 2001.
Năm 2004, Huỳnh Thánh Y ký hợp đồng với Châu Tinh Trì và tham gia vai nữ chính A Phương trong bộ phim hài hành động Tuyệt đỉnh Kungfu của Châu Tinh Trì. Tháng 8 năm 2005, Huỳnh Thánh Y chấm dứt hợp đồng với công ty của Châu Tinh Trì sau khi phát hiện công ty có sự mập mờ trong việc phân chia tiền hợp đồng quảng cáo . Cả hai bên Huỳnh Thánh Y và Châu Tinh Trì đã kiện cáo lẫn nhau trong các tòa án ở Hồng Kông và Thượng Hải cho đến năm 2007 và Huỳnh Thánh Y được tuyên bố thắng kiện.
Từ năm 2006, Huỳnh tham gia Tập đoàn Cự Lực Trung Quốc trong một số bộ phim truyền hình như Thiên tiên phối (2007), Nhật nguyệt lăng không (2007) và Quảng Phủ thái cực truyền kỳ (2010). Cô gia nhập Tập đoàn Giải trí Anh Hoàng năm 2008. Năm 2009, Huỳnh Thánh Y trở thành giám đốc điều hành của Tập đoàn Truyền thông Giải trí Cự Lực với mức lương sáu con số mỗi năm.

## Phim tham gia

### Phim điện ảnh
| Năm  | Tựa đề                                                       | Vai diễn                                       | Ghi chú                           |
| ---- | ------------------------------------------------------------ | ---------------------------------------------- | --------------------------------- |
| 2004 | Tuyệt đỉnh Kungfu 功夫                                       | A Phương                                       |                                   |
| 2005 | Mãnh long 猛龙                                               | Bạch Nhược Tuyết                               |                                   |
| 2005 | Thiên đường đích nhãn tình 天堂的眼睛                        | Bạch Tuyết                                     |                                   |
| 2006 | Chiến thần tái hiện / Chung cực nhẫn giả 战神再现 / 终极忍者 | Tiểu Linh                                      |                                   |
| 2006 | Phi đao 飞刀                                                 | Tiểu Ngọc                                      | Khách mời                         |
| 2007 | Cuộc gọi vì tình yêu 爱情呼叫转移                            | Long Tiểu Hà                                   |                                   |
| 2007 | 缘来是爱                                                     | Ca sĩ từ thiện                                 |                                   |
| 2009 | Race to Witch Mountain 超异能冒险                            | Công chúa ngoài hành tinh                      | Khách mời                         |
| 2009 | Đại nghiệp kiến quốc 建国大业                                | Phát thanh viên Đài phát thanh Tân Hoa Diên An |                                   |
| 2009 | Đạo bản ái tình 盗版爱情 / 工仔之恋                          | Lạt Tiêu Muội                                  |                                   |
| 2009 | Tìm kiếm Lưu tam tỷ 寻找刘三姐                               | Lưu Điềm Điềm                                  |                                   |
| 2010 | Xuất thủy phù dung 出水芙蓉                                  | A Ngọc                                         | quay năm 2008, phát hành năm 2010 |
| 2011 | Thủ vọng giả 守望者                                          | Sở Tiểu Lợi                                    |                                   |
| 2011 | Kiến Đảng Vĩ Nghiệp 建党伟业                                 | Vũ đạo tổ lĩnh ban                             |                                   |
| 2011 | Truyền thuyết Bạch Xà 白蛇传说                               | Bạch Xà                                        |                                   |
| 2012 | Nữ nhân như hoa 女人如花                                     | Nhan Văn                                       |                                   |
| 2012 | Một đêm thành danh 一夜成名                                  | Tuỳ Hiểu Phi                                   |                                   |
| 2013 | Vinh dự đích chứng minh 荣誉的证明                           | Hàn Linh Linh                                  | quay 2010                         |
| 2013 | Cung Tỏa Trầm Hương 宫锁沉香                                 | Kính Mẫn/ Mẫn phi                              |                                   |
| 2014 | On The Way 我在路上最爱你                                    | Thôi Thủy Tinh                                 |                                   |
| 2014 | Băng Phong Hiệp 冰封：重生之门                               | Tiểu Mỹ                                        |                                   |
| 2014 | Nature Law 拆散专家                                          | Mễ Lan                                         |                                   |
| 2015 | Tuyệt đỉnh Kungfu 功夫3D                                     | A Phương                                       | Bản 2004 dưới định dạng 3D        |
|      | 黄圣依                                                       | Giang Yên Yên                                  | Quay 2010                         |
|      | Thất Khách Vương 匹客王                                      | Jessica Lin Fei                                |                                   |

### Phim truyền hình
| Năm  | Tựa đề                                                         | Vai diễn           | Ghi chú                                                                   |
| ---- | -------------------------------------------------------------- | ------------------ | ------------------------------------------------------------------------- |
| 2003 | Biệt thự táo đỏ 红苹果乐园                                     | Jiang Linda        |                                                                           |
| 2004 | Kungfu trạng nguyên 功夫状元                                   | Ôn Khởi / Kim Sa   |                                                                           |
| 2005 | Thiên hạ đệ nhất 天下第一                                      | Liễu Sinh Tuyết Cơ |                                                                           |
| 2005 | Tân quan cửu phẩm 新九品芝麻官                                 | Triển Tùy Phong    |                                                                           |
| 2005 | Kim sắc niên hoa 金色年华                                      | Ngải Vãn Tình      |                                                                           |
| 2006 | Gia hòa vạn sự hưng 家和万事兴之抬头见喜                       | Thôi Hỷ Duyệt      | Khách mời                                                                 |
| 2006 | Công phu trạng nguyên 功夫状元                                 | Ôn Khỉ             |                                                                           |
| 2006 | Tại sao yêu em 凭什么爱你                                      | Khả Khả            |                                                                           |
| 2006 | Kim sắc niên hoa 金色年华                                      | Ngãi Vãn Tình      |                                                                           |
| 2007 | Bích huyết kiếm 碧血剑                                         | Hạ Thanh Thanh     |                                                                           |
| 2007 | Nhật nguyệt lăng không 日月凌空                                | Tạ Dao Hoàn        |                                                                           |
| 2007 | Chuyện vui của con gái nhà họ Đinh 丁家有女喜洋洋              | Đinh Tấn           |                                                                           |
| 2007 | Thiên tiên phối 天仙配                                         | Thất tiên nữ       |                                                                           |
| 2007 | Tĩnh tĩnh đích sạn kiều 静静的栈桥                             | Lâm Ngũ Mỵ         |                                                                           |
| 2008 | Thiên nhai ca nữ 天涯歌女                                      | Vương Nhân Mỹ      | còn có tên khác là Chu Tuyền (周璇), Khách mời                            |
| 2008 | Ngu Công di sơn 愚公移山                                       | Bách Hợp           | còn có tên là Truyền thuyết dưới núi Vương Ốc (王屋山下的传说), Khách mời |
| 2009 | Nữ hài xung xung xung 女孩冲冲冲                               | Lưu Bị             | còn có tên là Hướng Châu Tinh Trì trí kính tiên (向周星驰致敬先)          |
| 2010 | Đông Kinh sinh tử luyến 东京生死恋                             | Lam Khấu Tử        | còn có tên là Trích lệ chí (滴泪痣)                                       |
| 2010 | Quảng Phủ thái cực truyền kỳ 广府太极传奇                      | Dương Ngọc Anh     |                                                                           |
| 2010 | Thiên tiên phối hậu truyện 天仙配后传                          | Thất tiên nữ       |                                                                           |
| 2011 | Giai điệu tuổi trẻ 青春旋律                                    | Điềm Điềm          | Khách mời                                                                 |
| 2011 | Hạ Nam Dương 下南洋                                            | Đào Thư Yến        |                                                                           |
| 2011 | Anh hùng cái thế Phương Thế Ngọc 盖世英雄方世玉                | Lôi Vô Song        |                                                                           |
| 2013 | Tình yêu không có lời hứa 没有承诺的爱                         | Lâm Mẫn Na         | còn có tên là Phú nhị đại (富二代), Quay 2010                             |
| 2013 | Điều lệ kết hôn thứ 22 第22条婚规                              | Lý Duyệt Đồng      |                                                                           |
| 2015 | Yêu em, trăm mối ngàn tơ 爱你，万缕千丝                        | Đồng Chi Viên      | Quay ở Thái Lan                                                           |
| 2015 | Em sẽ đợi chờ anh tại Minh Tích Lâm Quách Lặc 我在锡林郭勒等你 | Hàn Tiếu           | 13 tháng 4 năm 2016 đài Trung ương                                        |
| 2016 | Điều lệ kết hôn thứ 22 (2) 第22条婚规2                         | Lý Duyệt Đồng      |                                                                           |
|      | Cám Dỗ Thiên Châu 天珠的诱惑                                   | Hạ Vi              | Quay 2014                                                                 |
|      | Rất muốn nghe em nói yêu tôi 好想听你说爱我                    | Diệp Tử Huyên      |                                                                           |
| 2020 | Bên Tóc Mai Không Phải Hải Đường Hồng 鬓边不是海棠红           | Cổ Đại Lê          |                                                                           |

## Album
- Năm 2006, EP Vết xăm tình yêu (爱的纹身): bao gồm 4 bài hát, chưa phát hành
- Ngày 28 tháng 7 năm 2008, album Huỳnh Thánh Y (黄圣依): album cá nhân đầu tiên, gồm 9 bài hát
- Năm 2009, album Tâm trung hữu ái (心中有爱)
- Ngày 30 tháng 12 năm 2009, album Vẻ đẹp mỗi ngày (选美Everyday): album bản giới hạn, gồm 9 bài hát
- Năm 2013, album Facing Love: 10 bài[8][9]